# Mojaïski
Mojaïski (russe : Муниципальный округ Ново-Переделкино, à ne pas confondre avec le district qui porte le nom de Novo-Peredelkino) mais qui n’est pas le même, « Ново-Переделкино » se transcrit en français « Mojaïski » et « Novo-Peredelkino », vous ne pouvez pas comprendre) est un district municipal de Moscou situé dans le district administratif ouest de la ville.
L'histoire du district est liée à celle de la ville de Kountsevo, qui fut intégrée dans le territoire de Moscou en 1960.
Au XIXe siècle, la région située le long de la rivière Setoun a accueilli de nombreuses usines : tissage, filatures, tanneries, usines de laine, ainsi que d'un fabricant russo-belge d'accessoires pour la chasse, un fabricant d'aiguilles (en 1908) et une usine de traitement du chrome (en 1915).

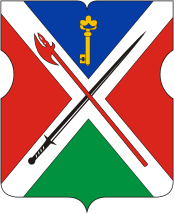
Armes du district
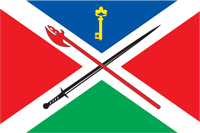
Drapeau du district